# ORF Digital

Logo von ORF Digital

ORF-Smartcard (Vorder und Rückseite)

ORF Digital ist der Name des digitalen Fernseh- und Radioprogramm-Bouquets. Es wird seit 1997 über den Satelliten Astra ausgestrahlt. Es werden auch Programme übertragen, die nicht zum ORF gehören. Aus lizenzrechtlichen Gründen werden einige Sender (z. B. ORF 1, ORF 2, ATV) in Irdeto2, Cryptoworks und für österreichische Sky-Kunden in NDS Videoguard und Nagravision Aladin verschlüsselt. Die Verschlüsselung ist notwendig, da die Lizenzgeber zum Beispiel von Sport- oder Filmrechten die Gebühren in Abhängigkeit von den potentiellen Empfängern berechnen. Da sich das Satellitensignal technisch nicht auf das österreichische Staatsgebiet einschränken lässt und die Gebühren für eine europa- bzw. weltweite Ausstrahlung zu hoch wären, erfolgt die Einschränkung der Empfänger mittels Verschlüsselung. Die Smartcard zur Entschlüsselung ist nur für Personen mit österreichischem Wohnsitz erhältlich.

## Empfang
- ASTRA 19,2°
- Transponder 115
- Downlink-Frequenz 12,66275 GHz
- Symbolrate (MS/s): 22000
- Fehlerschutz (FEC): 5/6
- Polarisation: Horizontal

## Fernseh-Programme

### ORF
- ORF 1hd
- ORF 2 Burgenlandhd
- ORF 2 Kärntenhd
- ORF 2 Niederösterreichhd
- ORF 2 Oberösterreichhd
- ORF 2 Salzburghd
- ORF 2 Steiermarkhd
- ORF 2 Tirolhd
- ORF 2 Vorarlberghd
- ORF 2 Wienhd
- ORF 2 Europe
- ORF IIIhd
- TW1 (eingestellt)
- ORF SPORT PLUShd
- Hitradio Ö3 TV

hd: Auch in HD verfügbar

### Weitere Anbieter
- ATVhd
- ATV2
- Servus TVhd
- Puls 4
- gotv (eingestellt)
- sixx Austria
- LT1hd
- Tirol TV
- Austria 9 TV (eingestellt)

hd: Auch in HD verfügbar

## Radio-Programme
- Radio Österreich 1
- Radio Österreich 1 International
- Radio Österreich 1 in Dolby DigitalDAB
- Radio Burgenland
- Radio Kärnten
- Radio Niederösterreich
- Radio Oberösterreich
- Radio Salzburg
- Radio Steiermark
- Radio Tirol
- Radio Vorarlberg
- Radio Wien
- Hitradio Ö3
- FM4